# Command Authority
Command Authority  e un romanzo techno-thriller di Tom Clancy e Mark Greaney pubblicato postumo il 3 dicembre 2013. È il nono romanzo con protagonisti l'ex Agente CIA ed attuale presidente degli Stati Uniti Jack Ryan e di suo figlio Jack Ryan Jr.

## Trama
Durante la Guerra Fredda, l'agente del KGB Roman Romanovich Talanov è inviato ad un incontro segreto con un altro agente Valeri Volodin, che ordina a Talanov di portar fuori dei piani segreti preparati da vecchi agenti del KGB che hanno predetto la caduta dell'Unione Sovietica. Decenni più tardi, Volodin - ora Presidente della Federazione Russa- ordina una invasione dell'Ucraina. Nonostante il supporto degli USA rallenti l'avanzata, il paese è presto conquistato dalla Russia.